# Synecdoche bifoveata
Synecdoche bifoveata är en insektsart som beskrevs av O'brien 1971. Synecdoche bifoveata ingår i släktet Synecdoche och familjen vedstritar. Inga underarter finns listade i Catalogue of Life.